# Pokkenepidemie van 1972 in Joegoslavië
De pokkenepidemie van 1972 in Joegoslavië was de laatste epidemie van wilde pokken die zich in Europa voordeed. De ziekte was naar Joegoslavië gebracht door een Kosovaarse moslim die de ziekte gedurende een reis naar Mekka en Irak had opgelopen. Door een stringent vaccinatie- en quarantainebeleid wist de Joegoslavische overheid de ziekte binnen de perken te houden. 175 personen raakten besmet, van wie er 35 overleden aan de ziekte.

## Achtergrond
Anno 1972 werden de pokken geacht te zijn uitgeroeid in Europa. De bevolking werd ook in Joegoslavië uit voorzorg gevaccineerd, het laatste geval van pokken dateerde daar uit 1930. Dit verklaart grotendeels waarom de artsen de ziekte aanvankelijk niet herkenden als pokken en
de overheid traag reageerde.
In Afghanistan kwamen pokken echter nog wel endemisch voor. De ziekte was door een familie via een pelgrimstocht naar de stad Mashad in Iran gebracht, vanwaar de ziekte zich in de jaren 1970-72 naar Syrië en Irak had verspreid.

## Geschiedenis

### Eerste besmetting
Begin 1972 ondernam Ibrahim Hoti, een moslimgeestelijke uit Đakovica in Kosovo, een pelgrimstocht naar Mekka. Hij bezocht op die reis ook Irak en werd daar hoogstwaarschijnlijk besmet met pokken.
Op 15 februari 1972 keerde Hoti terug naar Kosovo. De dag na thuiskomst voelde hij zich niet lekker wat hij toeschreef aan de lange busreis. Hoti werd ziek en kreeg last van koorts en huiduitslag. Na een paar dagen herstelde hij. Waarschijnlijk verliep de ziekte bij Hoti mild omdat hij enkele weken eerder gevaccineerd was.

### De dood van Latif Musa
Op 21 februari 1972 was Latif Musa, een leraar, in Đakovica aangekomen om daar een vervolgstudie te volgen. Op 3 maart werd hij ziek. Hij had geen direct contact met Hoti dus het is aannemelijk dat hij besmet is via familie of vrienden die Hoti bezocht hadden. Het kan ook zijn dat hij Hoti op straat passeerde en daarbij besmet raakte. 
Toen Musa twee dagen ziek was bezocht hij een kliniek in Đakovica waar hem penicilline werd voorgeschreven. Daar penicilline niet helpt tegen pokken bleef Musa's toestand achteruitgaan en na enkele dagen werd hij in het Servische Čačak in het ziekenhuis opgenomen. Omdat men hem daar niet kon helpen werd Musa per ambulance naar een groter ziekenhuis in Belgrado gebracht.
Op 9 maart werd Musa aan medisch studenten getoond als een voorbeeld van een allergische reactie op penicilline. Op 10 maart kreeg hij hevige inwendige bloedingen en overleed. Als de doodsoorzaak werd 'reactie op penicilline' vermeld.

### De epidemie
Musa was echter geïnfecteerd met zwarte pokken, een van de meest dodelijke varianten van  pokken. Bovendien was de hemorragische (zwarte) vorm minder herkenbaar als pokken omdat deze vorm zonder blaasjes op de huid gepaard gaat, maar in plaats daarvan de huid paarszwart verkleurt. Musa had tussen de eerste misdiagnose en zijn dood 38 mensen besmet, van wie er acht zouden overlijden. Pas op 22 maart, nadat de mensen met wie hij contact had gehad ziek werden, realiseerden de autoriteiten zich dat Musa aan pokken was overleden.
De noodtoestand werd uitgeroepen. Ruim 10.000 personen die mogelijk besmet waren, werden in hotels in quarantaine gehouden. Andere maatregelen waren het sluiten van de grenzen met de buurlanden, het opzetten van wegblokkades, en het beperken van interlokaal verkeer tot een minimum. De gehele bevolking werd (opnieuw) gevaccineerd. De Wereldgezondheidsorganisatie (WHO) stuurde experts om bij de bestrijding van de ziekte te assisteren.
Uiteindelijk zouden er in totaal 175 mensen besmet raken, van wie er 35 overleden.

### Nadien
De Joegoslavische regering en de WHO werden gecomplimenteerd met hun snelle reactie. De epidemie heeft echter in dat land wel een gevoel van angst en hulpeloosheid achtergelaten bij een hele generatie. De huidige bevolking van het voormalige Joegoslavië heeft nog steeds de tastbare bewijzen, de littekentjes van de vaccinatie, op hun lichaam.
In 1982 maakte de Servische filmmaker Goran Marković een film over de epidemie genaamd Variola Vera. Ook het docudrama Smallpox 2002 is deels gebaseerd op de Joegoslavische pokkenepidemie van 1972.